# Schlüsselanhänger

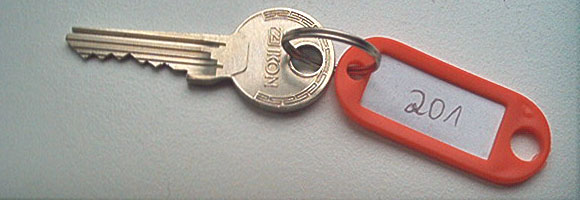
Schlüsselanhänger

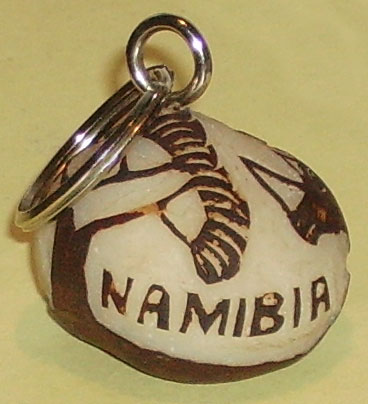
Souvenir-Schlüsselanhänger aus Namibia (geschnitzte Steinnuss)

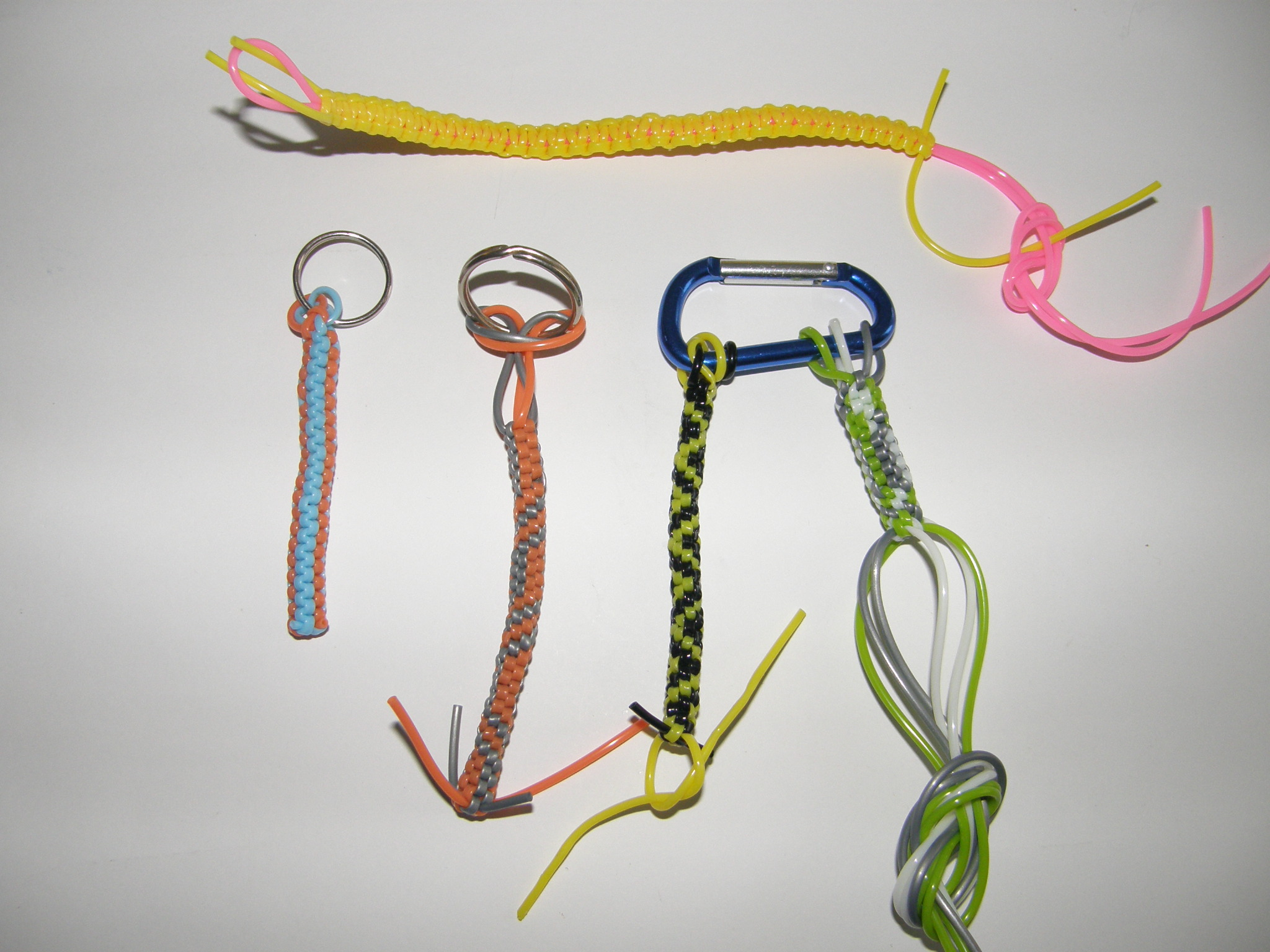
Mit Scoubidou geflochtene Schlüsselanhänger

Ein Schlüsselanhänger ist ein Gegenstand, der mit einem einzelnen Schlüssel oder einem Schlüsselbund verbunden ist. Nicht zu verwechseln ist der Schlüsselanhänger mit einem Schlüsselband oder Lanyard, bei dem der Schlüssel um den Hals getragen wird.

## Schwerpunkte der Nutzung
Freizeit:
- Schlüsselanhänger werden teils selbst hergestellt (→ Scoubidou).
- Schlüsselanhänger eignen sich als Sammelobjekte.
- Verbreitung als Souvenir oder Fanartikel.

Funktion:
- Sie erleichtern die Zuordnung des Schlüssels zum passenden Schloss, indem auf ihnen eine (Zimmer-)Nummer, ein Name oder eine Bezeichnung vermerkt ist.
- Sie erleichtern die Auffindbarkeit des Schlüssels, indem sie die Größe des Gesamtobjektes und damit dessen Sichtbarkeit erhöhen oder indem sie ein akustisches Signal von sich geben, wenn der Suchende ein Geräusch (Pfeifen) von sich gibt (→ Schlüsselfinder).
- Sie können als Werkzeuge oder elektrische Geräte dienen, z. B. Taschenmesser, Taschenlampe, Flaschenöffner oder Schraubenzieher.
- Schwimmfähige Schlüsselanhänger schützen im maritimen Bereich Schlüssel vor dem Untergehen, wenn diese ins Wasser gefallen sind.
- Sehr große oder sehr schwere Schlüsselanhänger werden verwendet, um ein versehentliches Einstecken sensibler Schlüssel zu verhindern. Beispielsweise Tresorschlüssel sollen nach Gebrauch sofort wieder am vorgesehenen Platz deponiert werden. An Tankstellen werden Toilettenschlüssel noch vielerorts mit sperrigen Hölzern als Anhänger ausgegeben.
- Manchmal werden Aufzüge mit einem speziellen Schlüssel angefordert, der z. B. bei einer bestimmten Person hinterlegt ist und nach Gebrauch zurückgebracht werden soll. Um zu verhindern, dass aus der Hand gefallene Schlüssel in den Spalt zwischen dem Aufzug und der Schachtwand passen, werden einige mit sperrigen Schlüsselanhängern versehen.
- Wiedererhalten verlorener Schlüssel: Verschiedene Anbieter vertreiben Schlüsselanhänger mit einer individuellen Nummer. Der eventuelle Finder wird durch eine Inschrift auf den Anhänger gebeten, den Schlüssel in einen Postbriefkasten zu werfen oder an einer bestimmten Stelle abzugeben. Nach Übersendung an den Anbieter kann dieser anhand der Nummer den Eigentümer ermitteln und diesem seinen Schlüssel zurückschicken.

Optik:
- In dieser Kategorie haben die Schlüsselanhänger die im Kleinen nachgebildete Form eines Menschen, eines Tieres, eines Gegenstandes oder es ist von diesen ein Bild auf dem Schlüsselanhänger abgedruckt. Derartige Schlüsselanhänger gibt es häufig als Merchandising-Gegenstände bzw. als Unternehmenswerbung, das heißt, es ist auf ihnen der Unternehmensname (Firma) und/oder das Unternehmenslogo abgedruckt.